# Filmografia di Lloyd Kaufman

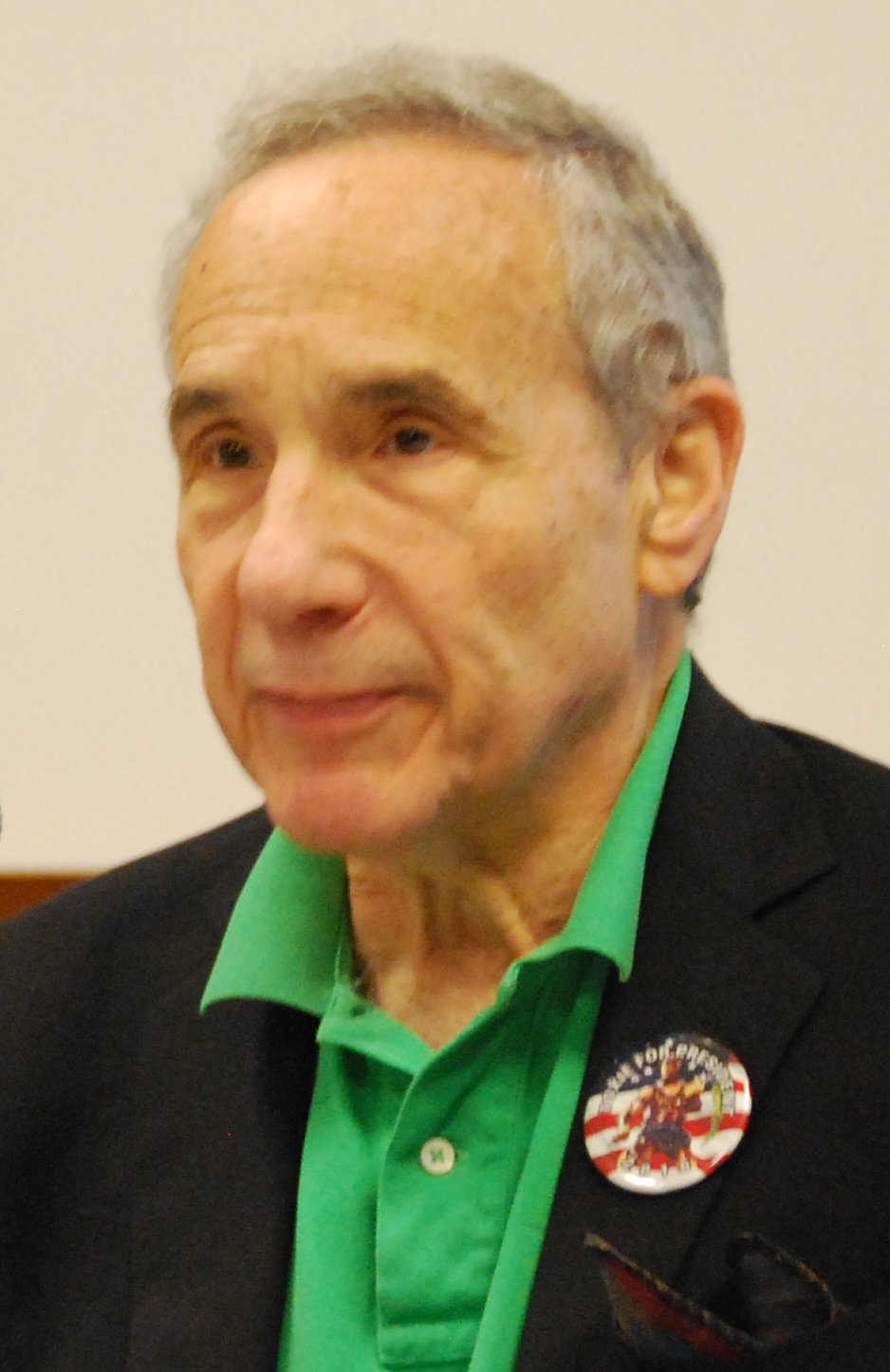
Lloyd Kaufman (2018)

Lloyd Kaufman è un regista, attore, sceneggiatore e produttore cinematografico statunitense, nonché montatore, direttore della fotografia, compositore, doppiatore e scrittore.
Nella sua lunga carriera cinematografica iniziata nel 1966, con il film a basso costo Rappaccini, Kaufman ha prodotto più di 140 pellicole, diretto oltre 50 film (comprese serie televisive, documentari e cortometraggi) ed è stato attore di oltre 400 crediti tra film, serie televisive, documentari e cortometraggi, ricoprendo generalmente ruoli minori. Ha scritto inoltre la sceneggiatura di circa 40 opere ed ha lavorato anche come montatore cinematografico, compositore, direttore della fotografia e doppiatore.
Nel 1973/1974 insieme a Michael Herz fonda la Troma Entertainment, casa di produzione e distribuzione cinematografica indipendente statunitense, virata nella promozione di opere prevalentemente indipendenti.

## Regista
Nella sua carriera Lloyd Kaufman ha diretto 31 film, molti di questi sono divenuti col tempo dei cult movie di genere, come la serie cinematografica The Toxic Avenger o la tragedia shakespeariana in chiave erotico-splatter Tromeo and Juliet, co-diretto con James Gunn.

### Cinema
- The Girl Who Returned (1967)
- The Battle of Love's Return (1971)
- The New Comers (1973)

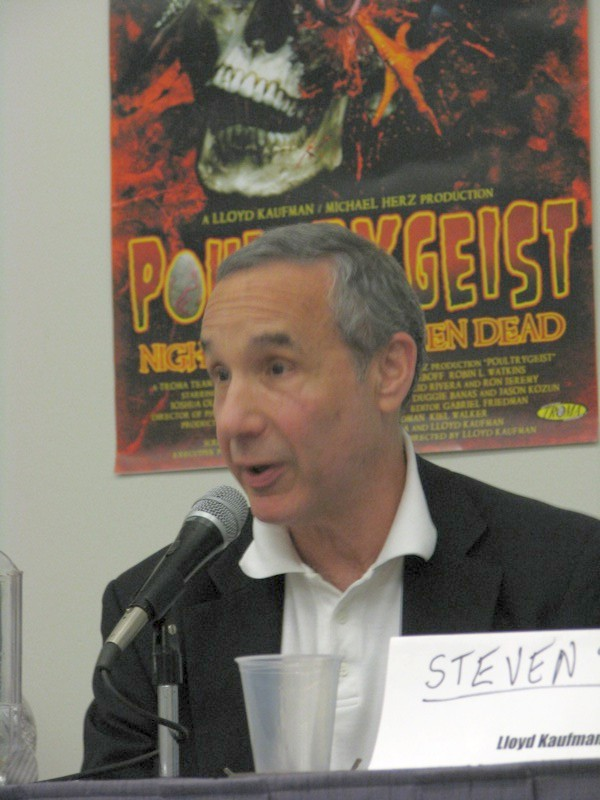
Il regista Lloyd Kaufman nel 2007.

- Ha-Balash Ha'Amitz Shvartz (co-regia con Ami Artzi) (1973) (non accreditato)
- Sweet & Sour (co-regia Henry Polonsky) (1974)
- The Divine Obsession (1976)
- Les Nympho Teens (1976)
- My Sex-Rated Wife (1977)
- Exploring Young Girls (1977)
- The Fur Trap (1978) (non accreditato)
- Squeeze Play! (co-regia con Michael Herz) (1979)
- Waitress! (co-regia con Michael Herz) (1981)
- Stuck on You! (co-regia con Michael Herz) (1982)
- The First Turn-On! (co-regia con Michael Herz) (1984)
- The Toxic Avenger (co-regia con Michael Herz) (1984)
- Class of Nuke 'Em High (co-regia con Richard W. Haines e Michael Herz) (1986)
- Troma's War (co-regia con Michael Herz) (1988)
- The Toxic Avenger Part II (co-regia con Michael Herz) (1989)
- The Toxic Avenger Part III: The Last Temptation of Toxie (co-regia con Michael Herz) (1989)
- Sgt. Kabukiman N.Y.P.D. (co-regia con Michael Herz) (1991)
- Tromeo and Juliet (co-regia con James Gunn) (1996)
- Terror Firmer (1999)
- Citizen Toxie: The Toxic Avenger IV (2000)
- All the Love You Cannes! (co-regia con Gabriel Friedman e Sean McGrath) (2002)
- Tales from the Crapper (co-regia con Gabriel Friedman, Chad Ferrin, Dave Paiko e  Brian Spitz) (2004) (non accreditato)
- Make Your Own Damn Movie! (2005)
- Debbie Rochon Confidential: My Years in Tromaville Exposed! (2006)
- Poultrygeist: Night of the Chicken Dead (2006)
- Splendor and Wisdom (2008)
- Direct Your Own Damn Movie! (co-regia con Travis Campbell e Evan Husney) (2009)
- Produce Your Own Damn Movie! (2011)
- Return to Nuke 'Em High Vol. 1 (2013)
- Grindsploitation (co-regia con altri 39 registi) (2016)[6]
- Return to Return to Nuke 'Em High Aka Vol. 2 (2017)
- Shakespeare's Sh*tstorm (2020)

### Televisione
- The Tromaville Café – serie TV (co-regia con James Gunn) (1997)
- Troma's Edge TV – serie TV (episodi 1x01-1x03) (2000)
- Chiller Cinema – serie TV (episodio 5x05) (2003)
- Uncle Lloydie's Diary – serie TV (episodi 1x08-1x09) (2015-2016)

### Cortometraggi
- The Troma System (co-regia con Michael Herz e Jeffrey W. Sass) (1993)
- The King of Cult: Lloyd Kaufman's Video Diary (co-regia con Justin Remer) (2006) (non accreditato)
- Diary-Ahh of a Mad Independent Filmmaker (2009)
- Sunny Acres Farms (2012)
- Let Your Fans Be Your Distributor! (2013)
- Jason and the Art-go-nuts! (2014)
- Return to Nuke 'Em High's Buffalo Dreams (2014)
- Lloyd Kaufman Speaks with Guardians of the Galaxy's James Gunn! (2014)
- A Halloween Carol (co-regia con Lily Hayes Kaufman) (2014)
- Make Your Own Damn Movie: The Master Class (2015)
- A Very Troma Christmas (co-regia con Lily Hayes Kaufman) (2015)
- Heart of Fartness: Troma's First VR Experience Starring the Toxic Avenger (co-regia con John Patrick Brennan) (2017)
- Festival to Fascism: Cannes 2017 (2017)

## Attore

### Cinema

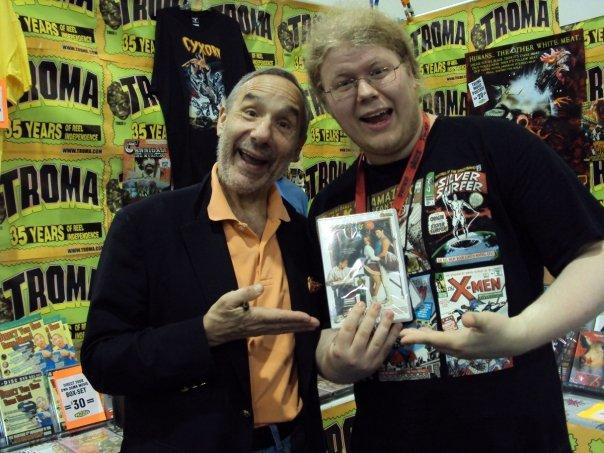
Lloyd Kaufman con il regista e produttore cinematografico Bjarni Gautur, al San Diego Comic-Con International nel 2009.

Lloyd Kaufman in un frammento del film Poultrygeist: Night of the Chicken Dead, del 2006.

- The Battle of Love's Return, regia di Lloyd Kaufman (1971)
- Il PornOcchio (Cry Uncle!), regia di John G. Avildsen (1971)
- Sweet Savior, regia di Robert L. Roberts (1971) (non accreditato)
- Ha-Balash Ha'Amitz Shvartz, regia di Ami Artzi e Lloyd Kaufman (1973) (non accreditato)
- The Divine Obsession, regia di Lloyd Kaufman (1976) (non accreditato)
- Rocky, regia di John G. Avildsen (1976)
- The Secret Dreams of Mona Q, regia di Charles Kaufman (1977)
- Ballando lo slow nella grande città (Slow Dancing in the Big City), regia di John G. Avildsen (1978)
- Squeeze Play!, regia di Lloyd Kaufman e Michael Herz (1979) (non accreditato)
- Countdown dimensione zero (The Final Countdown), regia di Don Taylor (1980)
- The Toxic Avenger Part II, regia di Lloyd Kaufman e Michael Herz (1989) (non accreditato)
- Rocky V, regia di John G. Avildsen (1990)
- Class of Nuke 'Em High Part II: Subhumanoid Meltdown, regia di Eric Louzil e Donald G. Jackson (1991) (non accreditato)
- Class of Nuke 'Em High 3: The Good, the Bad and the Subhumanoid, regia di Eric Louzil (1994) (non accreditato)
- Tromeo & Juliet, regia di Lloyd Kaufman e James Gunn (1996)
- Cannes Man, regia di Richard Martini (1997)
- Orgazmo, regia di Trey Parker (1997)
- Terror Firmer, regia di Lloyd Kaufman (1999)
- Waiting, regia di Patrick Hasson (2000)
- Citizen Toxie: The Toxic Avenger IV, regia di Lloyd Kaufman (2000) (non accreditato)
- Anal Paprika 2: Vampire Killers, regia di Chris Seaver (2000)
- Mulva: Zombie Ass Kicker!, regia di Chris Seaver (2001)
- Anal Paprika 3: Menage-A-Death, regia di Chris Seaver (2001)
- Tomorrow by Midnight, regia di Rolfe Kanefsky (2001)
- Cravate club, regia di Frédéric Jardin (2002) (non accreditato)
- Bleed, regia di Devin Hamilton (2002)
- Smoke Pot Till You Fucking Die , regia di Ben Klein e James Lynch (2002)
- Quest for the Egg Salad, regia di Chris Seaver (2002)
- Pretty Cool, regia di Rolfe Kanefsky (2002)
- Parts of the Family, regia di Léon Paul De Bruyn (2003)
- Zombiegeddon, regia di Chris Watson (2003)
- The Bonesetter, regia di Brett Kelly (2003)
- Severe Injuries, regia di Amy Lynn Best (2003)
- Prison-a-Go-Go!, regia di Barak Epstein (2003)
- Deadhunter: Sevillian Zombies, regia di Julián Lara (2003) (non accreditato)
- The Janitor, regia di TJ Nordaker e Andy Signore (2003)
- Tales from the Crapper, regia di Gabriel Friedman, Chad Ferrin, Dave Paiko, Brian Spitz e Lloyd Kaufman (2004)
- Lord of the Undead, regia di Timo Rose (2004)
- Harry Knuckles and the Pearl Necklace, regia di Lee Gordon Demarbre (2004)
- Punk Rock Holocaust, regia di Doug Sakmann (2004)
- Meat for Satan's Icebox, regia di David Silvio (2004)
- LolliLove, regia di Jenna Fischer (2004)
- Sounds of Fear, regia di Andreas Pape (2004)
- A Home for the Bullets, regia di S.N. Sibley (2005)
- Raising the Stakes, regia di Justin Channell (2005)
- Die You Zombie Bastards!, regia di Caleb Emerson (2005)
- Nowhere Man, regia di Tim McCann (2005)
- Wolfsbayne, regia di Ben Dixon (2005)
- Damaged Goods, regia di David F. Walker (2005)
- The Bag Man, regia di Insane Mike Saunders (2005)
- Cutting Room!, regia di Krist Rufty (2005)
- The Karaoke Kid, regia di Chris Seaver (2005)
- Knight of the Living Dead, regia di Bjarni Gautur (2005)
- Sell Out, regia di Lola Rocknrolla (2005)
- Death Plots, regia di Jason Liquori (2005)
- Dead at the Box Office, regia di Shawn Stutler (2005)
- Frankenstein vs. the Creature from Blood Cove, regia di William Winckler (2005)
- A Dream of Color in Black and White, regia di Blake Fitzpatrick (2005)
- Pot Zombies, regia di Justin Powers (2005)
- 2020: An American Nightmare, regia di Travis Bowen (2005)
- Dress Rehearsal, regia di Ryan Aynes (2005)
- Slaughter Party, regia di Fred Rosenberg (2006)
- Slither, regia di James Gunn (2006)
- Think Tank, regia di Brian Petersen (2006) (non accreditato)
- Meat Weed Madness, regia di Aiden Dillard (2006)
- Horizonica, regia di Ramon Etman e Fabian van Dongen (2006)
- Hoodoo for Voodoo, regia di Steven Shea (2006)
- Shadows in the Woods, regia di Travis Bowen (2006)
- Debbie Rochon Confidential: My Years in Tromaville Exposed!, regia di Lloyd Kaufman (2006)
- Die and Let Live, regia di Justin Channell (2006)
- Poultrygeist: Night of the Chicken Dead, regia di Lloyd Kaufman (2006)
- Evil Ever After, regia di Brad Paulson (2006)
- The Devil's Muse, regia di Ramzi Abed (2007)
- Crazy Animal, regia di John Birmingham (2007)
- Misadventures in Space, regia di Jerry Williams (2007)
- The Horror Convention Massacre, regia di Joe Ostrica (2007)
- Uchuujin from Outer Space, regia di Danny Mann Jr. (2007)
- Street Team Massacre, regia di Adam Deyoe e Éric Gosselin (2007)
- The Breeding, regia di Bjarni Gautur (2007)
- Zeppo: Sinners from Beyond the Moon!, regia di Jerry Williams (2007)
- Meat Weed America, regia di Aiden Dillard (2007)
- A-Bo the Humonkey, regia di Frankie Frain (2008)
- Punk Rock Holocaust 2, regia di Doug Sakmann (2008)
- Craig, regia di Kim Sønderholm (2008)
- Un cazador de zombis, regia di Germán Magariños (2008)
- Bachelor Party in the Bungalow of the Damned, regia di Brian Thomson (2008)
- The Wimp Whose Woman Was a Werewolf, regia di Larry Longstreth (2008)
- The Art of Pain, regia di Matt Brookens (2008)
- Stupa-Man, regia di Mathew Fisher (2008)
- Bryan Loves You, regia di Seth Landau (2008)
- Blood Moon, regia di William Dever (2008)
- Super Tromette Action Movie Go!, regia di Steven A. Grainger (2008)
- Psycho Sleepover, regia di Adam Deyoe e Éric Gosselin (2008)
- Corpus Kristi, regia di Shawn Jones (2008)
- Body in a Dumpster, regia di Kristian Day (2008)
- Super Hell 2 , regia di Johny Walker (2008)
- Schism, regia di Derek Purtell (2008)
- Nun of That, regia di Richard Griffin (2008)
- Monkfish, regia di Rod Webber (2008)
- Animal Soup, regia di David V.G. Davies e J.A.K. (2009)
- Family Property Backwoods Killing Spree, regia di Derek Young (2009)
- Crank: High Voltage, regia di Mark Neveldine e Brian Taylor (2009)
- Melvin, regia di Henry Weintraub (2009)
- Heavy Mental: A Rock-n-Roll Blood Bath, regia di Mike C. Hartman (2009)
- Lawson: White Heat, regia di Barry Delehanty e John Koziol (2009)
- Hanger, regia di Ryan Nicholson (2009)
- Health Freaks, regia di Jack Beranek (2009)
- Gamer, regia di Mark Neveldine e Brian Taylor (2009)
- George's Intervention, regia di J.T. Seaton (2009)
- Frankenpimp, regia di Vivita, Tony Watt e John A. Kelly (2009)
- Hillbilly Bob Zombie, regia di Ray Basham (2009)
- Caged Lesbos A-Go-Go, regia di Creep Creepersin (2009)
- The Uh-Oh Show, regia di Herschell Gordon Lewis (2009)
- The Cops Did It, regia di Anthony Azar (2009)
- Bikini Bloodbath Christmas, regia di Jonathan Gorman e Thomas Edward Seymour (2009)
- The Killer Robots and the Battle for the Cosmic Potato, regia di Sam Gaffin (2009)
- Stuck Like Chuck, regia di Jerry Cavallaro (2009)
- Incest Death Squad, regia di Cory Udler (2009)
- HellBilly 58, regia di Rusty Apper (2009)
- Dead in Love, regia di Chris Watson (2009)
- The Vampires of Zanzibar, regia di John Birmingham (2010) (non accreditato)
- Slime City Massacre, regia di Greg Lamberson (2010)
- Sewer Chewer, regia di James Hawley (2010)
- Unholy Reunion, regia di Ric McCloud (2010)
- Klown Kamp Massacre, regia di Philip Gunn e David C. Valdez (2010)
- Killer Hoo-Ha!, regia di Sean Pomper (2010)
- For Christ's Sake, regia di Dustin Hubbard (2010)
- Attack of the Tromaggot, regia di Leslie Teah (2010)
- Hatchet II, regia di Adam Green (2010) (non accreditato)
- Super - Attento crimine!!! (Super), regia di James Gunn (2010)
- Mother's Day, regia di Darren Lynn Bousman (2010)
- Nightbeasts, regia di Wes Sullivan (2010) (non accreditato)
- Bloodbath in the House of Knives, regia di Ted Moehring (2010)
- The Feed, regia di Steve Gibson (2010)
- Ouvert 24/7, regia di Thierry Paya (2010)
- Thong Girl 4: The Body Electric, regia di Glen Weiss (2010)
- Hello My Name Is Linda, regia di Curt Babcock (2010)
- Resurrection, regia di Jeff Burr (2010)
- The Quiet Room, regia di M.F. Chang e Paul Vlachos (2010)
- The Last Zombi Hunter, regia di S.N. Sibley (2010)
- The Bork, regia di David Molinari e Bob Molinari (2010)
- Tetherball: The Movie, regia di Chris Nickin (2010)
- Slaughter Weekend, regia di Robert Nemere (2010)
- Not Another B Movie, regia di John Wesley Norton (2010)
- Night on Has Been Mountain, regia di Tim Rasmussen Jr. (2010)
- Naked Horror: The Movie, regia di Carlo Rodriguez (2010)
- Killed on the Fourth of July, regia di J.D. Lifshitz (2010)
- Incest Death Squad 2, regia di Cory Udler (2010)
- Bloodstruck, regia di Joe Hollow (2010)
- Stripperland, regia di Sean Skelding (2011)
- Reed '09, regia di Athen Ritter (2011)
- Sadomaster Locura General, regia di Germán Magariños (2011)
- Cult Movie, regia di Athen Ritter (2011)
- Brutt, regia di Jimmy Johansson (2011)
- Super Death Kill, regia di Dm Pelley (2011)
- Mr. Bricks: A Heavy Metal Murder Musical, regia di Travis Campbell (2011)
- Father's Day, regia di Adam Brooks, Matthew Kennedy, Conor Sweeney, Steven Kostanski e Jeremy Gillespie (2011)
- Delsin, regia di Pete Guzzo (2011)
- Mary Horror, regia di Ryan Scott Weber (2011)
- Skeleton Key 3: The Organ Trail, regia di John Johnson (2011)
- PUTA: People for the Upstanding Treatment of Animals, regia di Jamie Greco (2011)
- Outtake Reel, regia di Jeffry Chaffin e Scott Feinblatt (2011)
- Horrorween, regia di Joe Estevez (2011)
- Hack Job, regia di James Balsamo (2011)
- Treasure Chest of Horrors, regia di M. Kelley, Shawn C. Phillips e Doug Waugh (2012)
- I Spill Your Guts, regia di James Balsamo (2012)
- Atom the Amazing Zombie Killer, regia di Zack Beins e Richard Taylor (2012)
- Slaughter Tales, regia di Johnny Dickie (2012)
- Caesar and Otto's Deadly Xmas, regia di Dave Campfield (2012)
- Creep Van, regia di Scott W. McKinlay (2012)
- Little Big Boy, regia di Kim Sønderholm (2012)
- Blood Orgy at Beaver Lake, regia di  Mike C. Hartman e Frank J. Levanduski (2012)
- Jon, regia di William Instone (2012)
- Young Blood: Evil Intentions, regia di  Mat Smith e Myron Smith (2012)
- Horror House, regia di Evan Marlowe (2012)
- Slaughter Daughter, regia di Travis Campbell (2012)
- Zombageddon, regia di Brian Dueck (2012)
- On the Count of 3, regia di Brett O. Walker (2012)
- Death on the D-List, regia di Jamie Greco (2012)
- Bloody Christmas, regia di Michael Shershenovich (2012)
- Sucker, regia di Michael Manasseri (2013)
- Sheriff Tom Vs. The Zombies, regia di Ryan Scott Weber (2013)
- Mutantz, Nazis and Zombies, regia di Crippler Criss, Leslie Teah e Werner Timm (2013)
- Return to Nuke 'Em High Vol. 1, regia di Lloyd Kaufman (2013)
- Trashtastic Trailers from the Underground (13 registi) (2013)[7]
- Polypore, regia di Jesse Barack (2013)
- Red Reaper, regia di Tara Cardinal (2013)
- Chasing Taste, regia di Sean Gannet (2013)
- House of Forbidden Secrets, regia di Todd Sheets (2013)
- Enter If You Dare: House on Creepy Lane Part 2, regia di Declan Hurley (2013)
- 1 Chance 2 Dance, regia di Adam Deyoe (2014)
- Apocalypse Kiss, regia di Christian Grillo (2014)
- Survive, regia di Liam Makrogiannis (2014)
- Bloody Slumber Party, regia di Larry Rosen (2014)
- The Girl Who Played with the Dead, regia di Cory Udler (2014)
- Science Team, regia di Drew Bolduc (2014)
- Guardiani della Galassia (Guardians of the Galaxy), regia di James Gunn(2014) (non accreditato)
- Angry Video Game Nerd: The Movie, regia di James Rolfe (2014)
- Stick 10 Even More Swag: The United League of Stereotypes, regia di Ancyforth January Hunnington (2014)
- Ned Rifle, regia di Hal Hartley (2014)
- Shhhh, regia di Jason Rutherford (2014)
- Chubbies, regia di Mike C. Hartman (2014)
- The Biker Warrior Babe vs. The Zombie Babies from Hell, regia di Jeremiah Morehouse (2014)
- Dyke Hard, regia di Bitte Andersson (2014)
- Wakers, regia di Dylan Mars Greenberg (2014)
- Brütål Mürk, regia di Bjarni Gautur (2014)
- The Ungovernable Force, regia di Paul McAroni (2015)
- Straight Outta Tompkins, regia di Zephyr Benson (2015)
- My Bloody Banjo, regia di Liam Regan (2015)
- Vault of Terror II: The Undead (2015)
- The Last Apartment, regia di Larry Rosen (2015)
- Milfs vs. Zombies, regia di Brad Twigg (2015)
- Reality Show, regia di Adam Rifkin (2015)
- ABCs of Superheroes, regia di Jens Holzheuer e Oliver Tietgen (2015)
- The Fappening, regia di Sean Weathers (2015)
- Scream Machine, regia di Scarlet Fry (2015)
- Killer Rack, regia di Gregory Lamberson (2015)
- Dark Prism, regia di Dylan Mars Greenberg (2015)
- Amityville: Vanishing Point, regia di Dylan Mars Greenberg (2016)
- The Transfiguration, regia di Michael O'Shea (2016)
- Diary of a Fatman, regia di Steve Ravic (2016)
- Cell, regia di Tod Williams (2016)
- Grindsploitation, (39 registi) (2016)
- Bigfoot Ate My Boyfriend, regia di Richard Mogg (2016)
- Zombageddon 2, regia di Jessy Oberding, Damien Omane e Devon Oman (2016)
- Alcoholist, regia di Lucas Pavetto (2016)
- Midnight Show, (13 registi) (2016)
- Spidarlings, regia di Selene Kapsaski (2016)
- Grindsploitation 2: The Lost Reels, (31 registi) (2016)
- Noirland, regia di Ramzi Abed (2016)
- Werewolf Bitches from Outer Space, regia di Dylan Mars Greenberg, Reverend Jen Miller e Nick Zedd (2016)
- Chainsaw Maidens, regia di Matthew Martino (2016)
- Return to Return to Nuke 'Em High Aka Vol. 2, regia di Lloyd Kaufman (2017)
- Another Yeti a Love Story: Life on the Streets, regia di Adam Deyoe e Eric Gosselin (2017)
- Graveyard Stories, regia di James Ian Mair (2017)
- Death at a Barbecue, regia di Larry Rosen (2017)
- ReAgitator: Revenge of the Parody, regia di Dylan Mars Greenberg (2017)
- Escaping the Dead, regia di Martin Sonntag (2017)
- A Feast of Man, regia di Caroline Golum (2017)
- Death House, regia di Harrison Smith (2017)
- Hellitosis: The Legend of Stankmouth, regia di Rob Mulligan (2017)
- Absolute Vow, regia di Jared Masters (2017)
- Toxic Schlock, regia di Sam Mason-Bell e Tony Newton (2017)
- Grindsploitation 3: Video Nasty, regia di (26 registi) (2017)
- Into the Outbreak, regia di Larry Rosen (2017)
- Dead Love, regia di Chris Gallagher (2018)
- Expecting, regia di Michael Lippert (2018)
- Grindsploitation 4: Meltsploitation, (33 registi) (2018)
- The Litch, regia di James Balsamo (2018)
- The Killer's Requiem, regia di Brian McLane (2018)
- The Next Kill, regia di Mike McCutchen (2018)
- Hell, regia di Andre Vanpoelvoorde (2018)
- Mutant Blast, regia di Fernando Alle (2018)
- Grindsploitation 666, (24 registi) (2018)
- One Must Fall, regia di Antonio Pantoja (2018)
- Drive-In Grindhouse, (21 registi) (2018)
- Nick & Ophelia, regia di Luz Cabrales (2018)
- Daisy Derkins vs. The Bloodthirsty Beast of Barren Pines!, regia di Mark Mackner (2019)
- Suburban Legends: Life on Rainbow Road, regia di Mark Mackaye (2019)
- After School Lunch Special, regia di Andrew J Chambers (2019)
- The Life and Times of Gloria Swizzle, regia di Brett Strong (2019)
- Another Cinema Snob Movie, regia di Ryan Mitchelle (2019)
- Cool as Hell 2, regia di James Balsamo (2019)
- The Black Spot, regia di Oliver Rogers (2019)
- I Scream on the Beach!, regia di Alexander Churchyard e Michael Holiday (2020)
- I Need You Dead!, regia di Rocko Zevenbergen (2020)
- Easter Bunny Bloodbath 2: No More Tears, regia di Richard Mogg (2020)
- Kevin Walter's Tower Rats, regia di Kevin Walter (2020)
- Comic Book Junkies, regia di Lenny Schwartz e Nathan Suher (2020)
- Shakespeare's Sh*tstorm, regia di Lloyd Kaufman (2020)
- Blood Cove 2: Return of the Skull, regia di James Ian Mair (2020)
- Slashening: The Final Beginning, regia di Brandon Bassham (2020)
- Grindsploitation 9, (10 registi) (2021)
- Joel D. Wynkoop's the Craiglon Incident, regia di Joel D. Wynkoop (2021)
- A Little More Flesh II, regia di Sam Ashurst (2021)
- Amityville Hex, regia di Tony Newton (2021)
- The Scarlet Agency, regia di Elbert H. Smith (2021)
- The Suicide Squad - Missione suicida (The Suicide Squad), regia di James Gunn (2021) (non accreditato)
- Death Breed, regia di Ben Dixon (2021)
- 18½, regia di Dan Mirvish (2021)
- Slutty the Clown, regia di Joe Cash (2021)
- Carnal Monsters, regia di Joe Cash (2021)
- After School Lunch Special 2: Sloppy Seconds, regia di Andrew J. Chambers (2022)
- Buggers, regia di Christopher Downie (2022)
- Grindsploitation 10: Milkin' It, regia di Joe Cash, Matthew J. Kaplan e Tony Newton (2022)
- Carnal Redemption, regia di Joe Cash (2022)
- Attack of the Killer Chickens: The Movie, regia di Genoveva Rossi (2022)
- Psychic Vampire, regia di Tate Hoffmaster (2022)
- Guardiani della Galassia Vol. 3, regia di James Gunn (2023)
- Enter the Drag Dragon, regia di Lee Demarbre (2023)

### Televisione
- West Hollywood Stories, Volume One – film TV (1999)
- Captain Jackson – serie TV (1999)
- Troma's Edge TV – serie TV, episodio 1x13 (2001)
- The Viktor Aron Show – serie TV, episodio 1x02 (2006)
- Diary of Death – serie TV (2010)
- The Angry Video Game Nerd – serie TV, episodio 7x111 (2013)
- Close Quarters – serie TV, episodio 1x08 (2013)
- Mystery Squad Gals – serie TV (2014)
- Starving Artist Beatdown – miniserie TV (2014)
- Skeleton Crew – serie TV, episodio 1x03 (2015)
- These Three Girls – serie TV, episodio 1x05 (2015)
- HG Chicken and the Chronological Order – film TV (2016)
- Troma's Monster Kill – serie TV, 3 episodi (2016)
- Sharknado 4 – film TV (2016)
- Living Thru the Lens – serie TV, episodio 1x09 (2016)
- The Special Without Brett Davis – serie TV, episodio 2x14 (2017)
- Hunter's Horror Trailers – serie TV, episodio 1x06 (2018)
- Cosmic Awesome Puppets – serie TV, episodio 1x04 (2018)
- Scoundrels – serie TV (2019)
- Hitbox – serie TV, episodio 1x01 (2019)
- Troma presents: Mulligan's Monsters – serie TV, episodio 1x01 (2019)
- Kirk Squad – serie TV, episodi 1x06-1x07 (2020-2021)
- Wombat & Goose Present Outta the Can – serie TV, episodio 1x24 (2021)

### Cortometraggi
- The Tunnel, regia di Ramzi Abed (2001)
- Doggie Tails, Vol. 1: Lucky's First Sleep-Over, regia di Paul Moisio (2003)
- PDA Massacre, regia di Jamie Greco (2004)
- In Defense of Lemmings, regia di Justin Remer (2004)
- Le bon, la brute et les zombies, regia di Abel Ferry (2004)
- The Muffin Man, regia di Blaine Wasylkiw (2006)
- The Losers Have a Junkyard, regia di Larry Longstreth (2006)
- No. My Other Possessed-Zombie Girlfriend., regia di Timothy Mather (2006)
- Susan Loves Lobsters, regia di Fabien Martorell (2006)
- Night Owls 3, regia di Brendan Mitchell (2007)
- Pretty, regia di Victor Bonacore (2007)
- Depraved, regia di Henry Weintraub (2008)
- Clown Dad, regia di Michael Lee Nirenberg (2008)
- Beyond the Wall of Sleep, regia di Nathan Fisher (2009)
- Theodore, regia di David Sherbrook (2009)
- Divorcees, regia di Michael Lee Nirenberg (2010)
- Caesar and Otto Meet Dracula's Lawyer, regia di Dave Campfield (2010)
- Loki and SageKing Go to GenCon, regia di Jason Loki Janes (2010)
- The Moonlight Orchids, regia di Michael Huck (2010)
- Street Pillow or, The Sidewalk Sleep, regia di Charles Q. Drexler (2011)
- 21st Century Barry, regia di David Ferino (2011)
- Life's Too Short, regia di  Richard John Taylor (2013)
- Fat Man and Little Guy, regia di Avi Ezor (2014)
- Open Lines, regia di Douglas J. Fender (2014)
- Final Scene, regia di Tylor Keith (2014)
- Høsten, regia di Martin Sonntag e Kim Sønderholm (2015)
- Ninja Eliminator 4: The French Connection, regia di Mathieu Berthon (2015)
- Dolphinman vs Turkeyman, regia di John Patrick Brennan (2015)
- A Very Troma Christmas, regia di Lily Hayes Kaufman e Lloyd Kaufman (2015)
- Kabukiman vs Dracula, regia di Zac Amico e John Patrick Brennan (2016)
- Wrath of the Blood Angel, regia di Justin Morales (2016)
- Dolphinman Battles the Sex Lobsters, regia di John Patrick Brennan (2016)
- Ninja Eliminator 3: Guardian of the Dragon Medallion, regia di François Simard, Anouk Whissell e Yoann-Karl Whissell (2016)
- Mr Topps, regia di Adam de la Cour (2016)
- Heart of Fartness: Troma's First VR Experience Starring the Toxic Avenger, regia di John Patrick Brennan e Lloyd Kaufman (2017)
- F#Ck You Lloyd Kaufman: An Interview from Hell, regia di Neil Broadhead (2017)
- Zombie Roller Derby Hunters, regia di Luz Cabrales (2017)
- The Big Blind, regia di Dane Keil (2018)
- Lala's Love Lessons, regia di Betty Ouyang (2018)
- The Smell of Fear, regia di Bianca Cutrona e Steve Haar (2018)
- Nosferatu's Secret Love Child, regia di Luz Cabrales, Felipe Arias e Tony Susi (2018)
- Iron Lamb - Apocalypse Express, regia di Jimmy Johansson (2018)
- Murderballs, regia di Joe Manco (2019)
- Meltozoid-The Remake, regia di Zach Zeman (2019)
- Blood Stab, regia di James N. Boylan e Dwayne Mendez (2020)
- The Bathtub, regia di Dylan Mars Greenberg (2020)
- Celebrity Home Tours, regia di Jakob Skrzypa (2020)
- Toxie vs Putin, regia di Lloyd Kaufman (2022)

## Doppiatore
- Dead Country, regia di Andrew Merkelbach (2008)
- Arkusan Martinsson, regia di Jimmy Johansson (2009)
- A Liar's Autobiography: The Untrue Story of Monty Python's Graham Chapman, regia di Bill Jones, Jeff Simpson e Ben Timlett (2012)
- Evil Head, regia di Doug Sakmann (2012)
- Ten, regia di Sophia Cacciola e Michael J. Epstein (2014)
- Open Lines, regia di Douglas J. Fender (2014)
- Honky Holocaust, regia di Paul McAroni (2014)
- The Streets Run Red, regia di Paul McAroni (2017)
- Iron Lamb - Apocalypse Express, regia di Jimmy Johansson (2018)
- Divide & Conquer, regia di Mercedes (2021)